# 인보사
인보사는 코오롱티슈진이 개발한 신약이다.

## 역사
인보사는 코오롱티슈진이 개발하고 코오롱생명과학과 판권을 나눠 한국에 시판 중인 세계 최초의 골관절염 세포유전자치료제이다.
코오롱생명과학은 지난 20년간 인보사 개발비로 2000억원 이상을 사용했다.
2018년 12월, 골관절염 유전자 치료제 '인보사-케이'(INVOSSA-K)의 시술 건수가 2,600건을 돌파했다.
인보사는 퇴행관절염 치료제로 유전자조작 연골세포를 넣어 한국 최초의 유전자 치료제로 허가받았던 약이다. 이 약은 무려 하나에 가격이 700만 원대의 고가 치료제였지만, 1년 남짓 기간에 무려 3,700여명이 투여를 받았다.

## 시장
관절염 치료제는 2세대가 주로 판매되고 있다.
- 1세대:
- 2세대: 항체 치료제. 휴미라, 레미케이드, 엔브렐 등
- 3세대:
- 4세대: 줄기세포 치료제. 한국의 인보사가 유일

2018년 7월 기준으로, 류머티즘 관절염 치료제 시장은 2세대 바이오 의약품인 휴미라, 레미케이드, 엔브렐 등 항체 치료제가 선점 중이다. 지난 2017년 기준으로 휴미라 20조원, 레미케이드 7조원, 엔브렐은 6조원가량 글로벌 매출을 기록했다.
휴미라는 미국의 다국적제약사 애브비가 판매하는 류머티즘 관절염, 염증성 장질환 치료제로 전세계 매출 1위를 기록하고 있다. 2019년 191억 6900만달러(23조원)의 글로벌 매출을 기록했다.

## 허가취소
미국 FDA의 3상 임상시험 중에, 코오롱생명과학의 신약인 '인보사케이주'(Invossa-K Inj.)의 주성분 중 하나가 허가 당시 제출한 자료에 기재된 연골세포가 아닌 신장세포(293유래세포)로 확인되었다. 코오롱생명과학은 신장세포를 사용한 것을 인지하였음에도 연골세포를 사용한 것으로 허위자료를 식품의약품안전처에 제출하였다.
2020년 2월 1일, 서울중앙지검 형사2부(이창수 부장검사)는 이우석 코오롱생명과학 대표이사를 약사법 위반, 자본시장법 위반, 보조금관리법 위반 등 혐의로 구속했다.

## 제2의 황우석 사태
인보사 사건은 "제2의 황우석 사태"라고 많이 보도되었다. 인보사는 한국 식품의약품안전처에 주성분을 허위 제출하여 품목허가를 득하였으며, 이에 품목허가를 취소할 것으로 식약처에서 밝혔다.
구속된 이우석 코오롱생명과학 대표는 "우리의 목표는 '인보사'가 글로벌 골관절염 치료제 시장에서 '게임 체인저'가 되는 겁니다."라고 말했다.